# Acta de Mediación

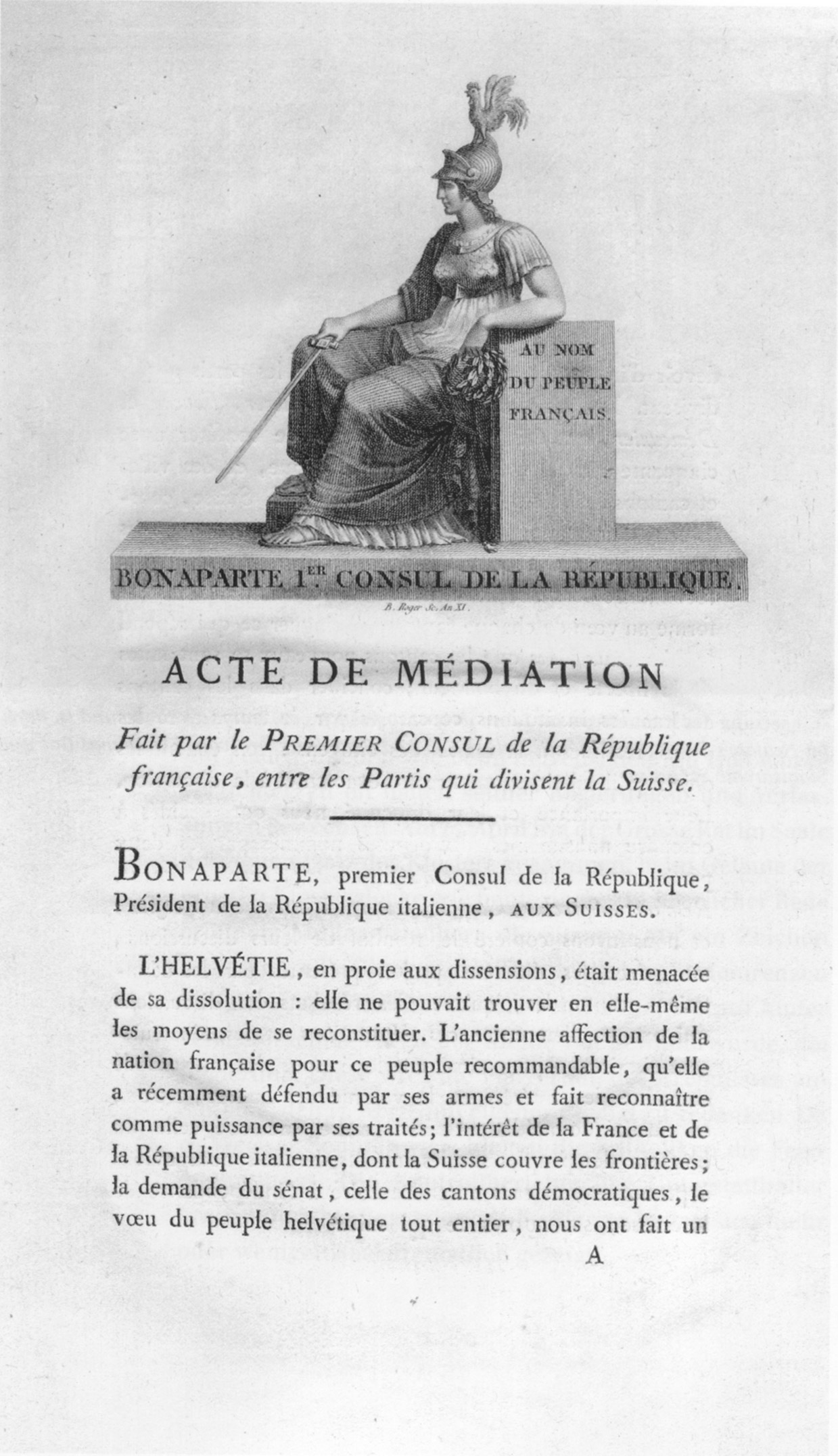
Acta de Médiación de 1803.

El Acta de Mediación (Acte de Mediation en francés) fue proclamada por Napoleón Bonaparte el 19 de febrero de 1803, creando la Confederación Suiza. El acta también abolió la previa República Helvética que había existido desde la invasión de las tropas francesas en 1798. Tras la capitulación de las tropas francesas en julio de 1802, la república colapsó en una guerra civil. 
El Acta de Mediación fue el intento de Napoleón de comprometerse con los suizos. Se restauró el federalismo y los 13 cantones recuperaron su identidad, creándose otros 6. La Confederación tenía la competencia en política exterior y el ejército estaría compuesto por contingentes aportados por los cantones. No se alteró la abolición de las aduanas interiores. El Acta decía de forma expresa que no habría ni países sometidos, ni privilegios de nacimiento, personales o familiares. 
El Acta de Mediación quiso ser un compromiso equilibrado. Pero Suiza no dejaba de ser un Estado vasallo de la Francia napoleónica. El Acta estaba redactada "en nombre del pueblo francés". 
Esta etapa de la historia de Suiza duró hasta la restauración del país en 1815.